# Waleczna. Wielkomiejska baśń
Waleczna. Wielkomiejska baśń, także Serce Trolla (ang. Valiant) – amerykańska powieść urban fantasy autorstwa Holly Black, zaliczana do young adult. Po raz pierwszy ukazała się w 2005, nakładem Simon & Schuster. Polska wersja ukazała się dwukrotnie. Po raz pierwszy miało to miejsce w 2007 nakładem wydawnictwa Dolnośląskiego, zaś po raz drugi w 2021 nakładem wydawnictwa Jaguar. Książka jest drugim tomem z cyklu.